# Enicospilus cionobius
Enicospilus cionobius là một loài tò vò trong họ Ichneumonidae.